# Bộ Guốc chẵn
Bộ Guốc chẵn, bộ Móng chẵn hay bộ Móng guốc chẵn (Artiodactyla) (từ tiếng Hy Lạp cổ đại ἄρτιος, ártios, nghĩa là 'chẵn', và δάκτυλος, dáktylos, nghĩa là 'móng, ngón'), hoặc động vật móng guốc chẵn (tiếng Anh: Even-Toed Ungulate) là một bộ gồm các động vật móng guốc đi đứng trên hai (số chẵn) trong năm ngón guốc của chúng: ngón thứ ba và tư. Ba ngón chân còn lại là vẫn còn, mất đi, còn dấu tích hoặc nằm phía sau chân. Ngược lại, động vật móng guốc lẻ đi trên một (số lẻ) trong năm ngón guốc của chúng: ngón thứ ba. Một điểm khác biệt giữa hai bộ này là các động vật móng guốc chẵn tiêu hóa thực vật chúng ăn trong một hoặc nhiều buồng dạ dày, chứ không phải trong ruột của chúng như các động vật móng guốc lẻ.
Các loài trong Bộ Cá voi (Cetacea) như cá voi, cá heo và cá heo chuột đã tiến hóa từ những động vật móng guốc chẵn, vì vậy phân loại khoa học hiện nay kết hợp cả hai bộ này thành một bộ tên là Cetartiodactyla.
Có khoảng 270 loài móng guốc chẵn sống trên đất liền: lợn, lợn lòi Pecari, hà mã, linh dương, cheo cheo, nai, hươu cao cổ, lạc đà, lạc đà không bướu, lạc đà Alpaca, cừu, dê, và các gia súc khác. Nhiều loài trong số này có tầm quan trọng rất lớn đối với nguồn thức ăn, kinh tế và văn hóa của con người.

## Lịch sử
Giống như nhiều nhóm động vật khác, động vật guốc chẵn lần đầu tiên xuất hiện vào đầu thế Eocen (khoảng 54 triệu năm trước). Về hình dáng, khi đó chúng giống như cheo cheo ngày nay: nhỏ bé, chân ngắn, ăn lá và các phần mềm của cây. Vào cuối thế Eocen (46 triệu năm trước), ba phân bộ ngày nay còn tồn tại đã phát triển theo các nhánh riêng, đó là Suina (nhóm chứa các loài lợn); Tylopoda (nhóm chứa các loài lạc đà) và Ruminantia (bao gồm các loài động vật nhai lại như trâu, bò, dê, cừu, hươu, nai, linh dương). Tuy nhiên, các động vật guốc chẵn khi đó không phải là nhóm động vật ăn cỏ thống lĩnh: các động vật guốc lẻ (tổ tiên của ngựa, tê giác ngày nay) đã thành công và đông đảo hơn. Các động vật guốc chẵn sống sót trong các hốc sinh thái sót lại, thông thường chiếm các môi trường sống ở rìa, và người ta giả định rằng trong thời gian đó chúng đã phát triển hệ thống tiêu hóa phức tạp của mình, cho phép chúng sống sót với các loại thức ăn phẩm cấp kém.
Sự xuất hiện của các loài cỏ thật sự (Poaceae) trong thế Eocen và sự phổ biến của chúng trong thời gian tiếp theo (thế Miocen, khoảng 20 triệu năm trước) đã tạo ra sự thay đổi lớn: các loài cỏ khó têu hóa hơn và động vật guốc chẵn với hệ tiêu hóa phát triển cao hơn đã có khả năng thích nghi tốt hơn với loại thức ăn thô, nghèo dinh dưỡng này, vì thế chúng nhanh chóng thay thế động vật guốc lẻ trong vai trò của các động vật ăn cỏ thống lĩnh trên đất liền.
Động vật guốc chẵn được chia thành hai nhóm, mặc dù có các điểm giống nhau nội tại, nhưng trên thực tế lại hoàn toàn khác nhau. Phân bộ Suina (lợn, lợn cỏ pêcari và hà mã?) vẫn duy trì 4 ngón, có các răng hàm đơn giản hơn, chân ngắn và các răng nanh thường là to lớn và có hình dáng giống như ngà voi. Nói chung, chúng là các động vật ăn tạp và có dạ dày đơn giản (hai loài hà mã và lợn hươu là các ngoại lệ). Rất có thể rằng phân bộ Suina không phải là cách gộp nhóm tự nhiên. Cụ thể, các nghiên cứu gần đây cho rằng Hippopotamidae (có lẽ có nguồn gốc từ nhóm đã tuyệt chủng là Anthracotherium) có thể có quan hệ họ hàng với các động vật nhai lại hơn là với các loài lợn.
Ở phía kia, các loài lạc đà và động vật nhai lại, có xu hướng với chân dài hơn, chỉ có hai ngón, với các răng hàm phức tạp hơn, thích hợp với việc mài trên các loại cỏ cứng, cùng dạ dày nhiều khoang. Chúng không những có hệ tiêu hóa phát triển cao hơn mà còn tiến hóa để có thói quen nhai lại thức ăn: ợ thức ăn đã tiêu hóa một phần để nhai lại và hấp thụ tối đa lượng dưỡng chất có từ thức ăn.
Cuối cùng, một nhóm các động vật guốc chẵn cổ, mà sinh học phân tử cho rằng có quan hệ họ hàng gần gũi nhất với họ Hippopotamidae, đã trở lại biển cả để tiến hóa thành các loài cá voi, cá heo. Kết luận của nó là bộ Artiodactyla, nếu loại bỏ nhóm Cetacea, là nhóm đa ngành. Vì lý do này, thuật ngữ Cetartiodactyla đã được tạo ra để chỉ nhóm mới chứa cả động vật guốc chẵn và các loài cá voi.

## Phân loại
Phân loại dưới đây sử dụng hệ thống hóa do McKenna và Bell đề ra năm 1997, với sự sắp xếp lại lấy theo Spaulding et al. (2009). Các họ còn sinh tồn được Mammal Species of the World xuất bản năm 2005 công nhận. Hiện tại, nhóm cá voi (Cetacea) và động vật guốc chẵn (Artiodactyla) được đặt trong nhóm lớn không phân hạng Cetartiodactyla như là các nhóm nhỏ có quan hệ chị-em, mặc dù phân tích DNA đã chỉ ra rằng Cetacea đã tiến hóa từ trong Artiodactyla. Học thuyết gần đây nhất về nguồn gốc của hà mã (Hippopotamidae) gợi ý rằng hà mã và cá voi chia sẻ cùng một tổ tiên chung sống bán thủy sinh, đã tách khỏi các động vật guốc chẵn khác khoảng 60 triệu năm trước. Nhóm tổ tiên giả định này rất có thể đã tách thành hai nhánh khoảng 54 triệu năm trước. Một nhánh đã tiến hóa thành cá voi, rất có thể là khởi đầu với tiền-cá voi Pakicetus từ 52 triệu năm trước với các tổ tiên sớm khác của cá voi được gọi chung là nhóm Archaeoceti, cuối cùng đã trải qua sự thích nghi thủy sinh để biến thành các loài cá voi hoàn toàn sống dưới nước.
- Bộ Artiodactyla/Cetartiodactyla
  - Phân bộ Tylopoda
    - Họ †Anoplotheriidae?
    - Họ †Cainotheriidae
    - Họ †Merycoidodontidae
    - Họ †Agriochoeridae
    - Họ Camelidae: lạc đà
    - Họ †Oromerycidae
    - Họ †Xiphodontidae

  - Nhánh Artiofabula
    - Phân bộ Suina
      - Họ Suidae: lợn (19 loài)
      - Họ Tayassuidae: lợn cỏ peccari (4 loài)
      - Họ †Sanitheriidae

    - Nhánh Cetruminantia
      - Nhánh Cetancodontamorpha[10][11]
        - Chi †Andrewsarchus?
        - Họ †Entelodontidae
        - Phân bộ Whippomorpha
          - Liên họ Dichobunoidea - cận ngành với Cetacea và Raoellidae
            - Họ †Dichobunidae
            - Họ †Helohyidae
            - Họ †Choeropotamidae
            - Họ †Cebochoeridae
            - Họ †Mixtotheriidae

          - Phân thứ bộ Cetacea: cá voi, cá heo (khoảng 90 loài)
            - Tiểu bộ †Archaeoceti
              - Họ †Pakicetidae
              - Họ †Ambulocetidae
              - Họ †Remingtonocetidae
              - Họ †Basilosauridae

            - Tiểu bộ Mysticeti: cá voi tấm sừng hàm
              - Liên họ Balaenoidea
                - Họ Balaenidae
                - Họ Neobalaenidae

              - Liên họ Balaenopteroidea
                - Họ Balaenopteridae
                - Họ Eschrichtiidae

            - Tiểu bộ Odontoceti: cá voi răng
              - Liên họ Delphinoidea: cá heo
                - Họ Delphinidae: cá heo (38 loài)
                - Họ Monodontidae
                - Họ Phocoenidae: cá heo chuột (6 loài)

              - Liên họ Physeteroidea: cá nhà táng
                - Họ Kogiidae
                - Họ Physeteridae: cá nhà táng

              - Liên họ Platanistoidea: cá heo sông 
                - Họ Iniidae: cá heo sông Nam Mỹ (2 loài)
                - Họ Lipotidae: cá heo sông Trung Quốc (0/1 loài, có lẽ đã tuyệt chủng)
                - Họ Platanistidae: cá heo sông Nam Á (1 loài)
                - Họ Pontoporiidae: cá heo La Plata (1 loài)

              - Liên họ Ziphioidea
                - Họ Ziphidae: cá heo mỏ (22 loài)

          - Họ †Raoellidae
          - Phân thứ bộ Ancodonta
            - Họ †Anthracotheriidae - cận ngành với Hippopotamidae
            - Họ Hippopotamidae: hà mã (2 loài)

      - Nhánh Ruminantiamorpha
        - Phân bộ Ruminantia
          - Phân thứ bộ Tragulina
            - Họ †Amphimerycidae
            - Họ †Prodremotheriidae
            - Họ †Protoceratidae
            - Họ †Hypertragulidae
            - Họ †Praetragulidae
            - Họ Tragulidae: cheo cheo (6-10 loài)
            - Họ †Archaeomerycidae
            - Họ †Lophiomerycidae

          - Phân thứ bộ Pecora
            - Họ †Gelocidae
            - Họ †Palaeomerycidae
            - Họ Antilocapridae: linh dương Bắc Mỹ (1 loài)
            - Họ †Climacoceratidae
            - Họ Giraffidae: hươu cao cổ, hươu đùi vằn (2 loài)
            - Họ †Hoplitomerycidae
            - Họ Cervidae: hươu nai (49 loài)
            - Họ †Leptomerycidae
            - Họ Moschidae: hươu xạ (7 loài)
            - Họ Bovidae: trâu, bò, dê, cừu, linh dương Cựu thế giới và họ hàng (135 loài)

## Phát sinh chủng loài
Phân loại được công nhận rộng khắp vào cuối thế kỷ 20 là như hình dưới đây:

|  | Suoidea        |
|  |                |
|  | Hippopotamidae |
|  |                |

|            | Tylopoda                                              |
|            |                                                       |
| Ruminantia | \| \| Tragulidae \| \| \| \| \| \| Pecora \| \| \| \| |
|            | \| \| Tragulidae \| \| \| \| \| \| Pecora \| \| \| \| |
|            | Tragulidae                                            |
|            |                                                       |
|            | Pecora                                                |
|            |                                                       |

|  | Tragulidae |
|  |            |
|  | Pecora     |
|  |            |

|  | Suoidea        |
|  |                |
|  | Hippopotamidae |
|  |                |

|            | Tylopoda                                              |
|            |                                                       |
| Ruminantia | \| \| Tragulidae \| \| \| \| \| \| Pecora \| \| \| \| |
|            | \| \| Tragulidae \| \| \| \| \| \| Pecora \| \| \| \| |
|            | Tragulidae                                            |
|            |                                                       |
|            | Pecora                                                |
|            |                                                       |

|  | Tragulidae |
|  |            |
|  | Pecora     |
|  |            |

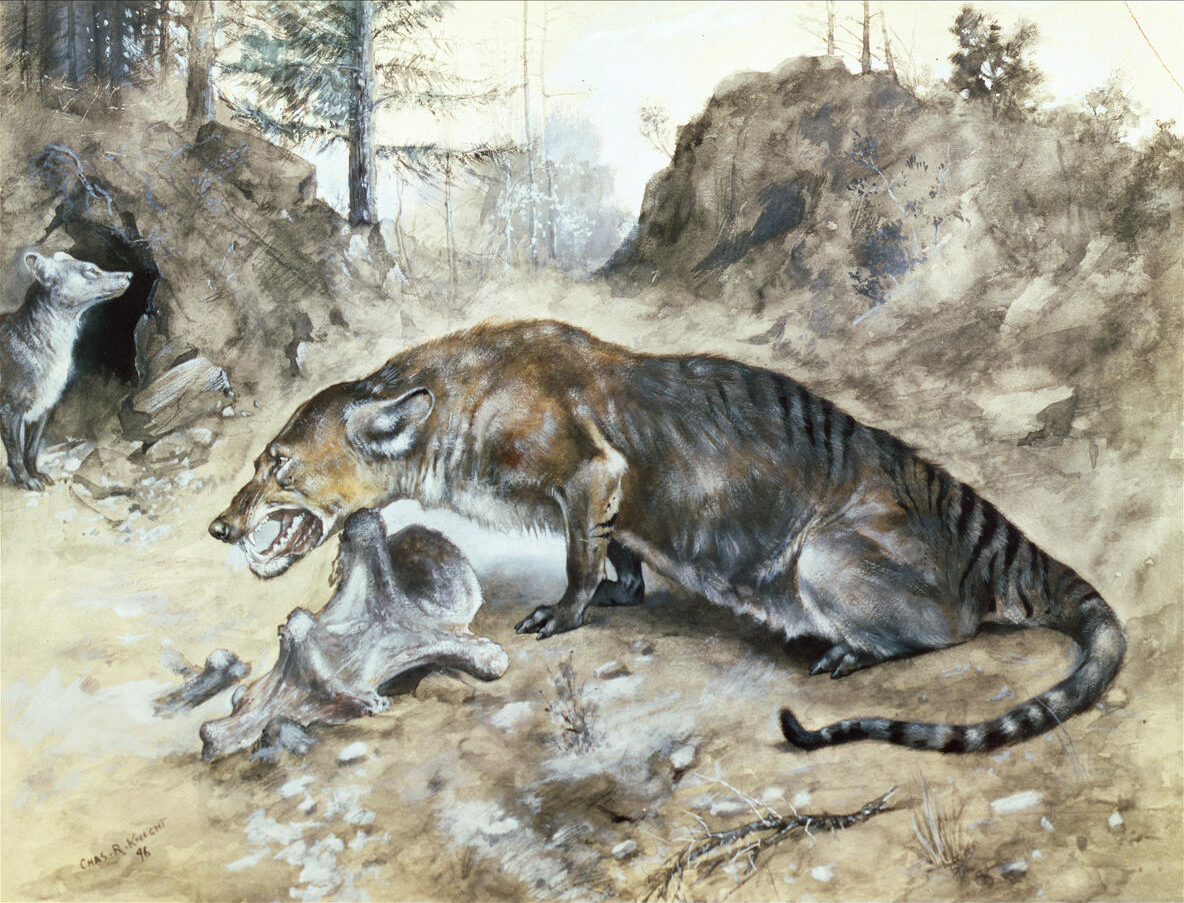
Mesonychia trong một thời gian dài được coi là tổ tiên của cá voi

Các loài cá voi (Cetacea) hiện đại là các động vật biển thích nghi cao, về mặt hình thái có rất ít điểm chung với động vật có vú sống trên cạn; chúng trông giống như các loài động vật có vú sinh sống trong biển khác, như hải cẩu (Pinnipedia) và bò biển (Sirenia), do tiến hóa hội tụ. Tuy nhiên, chúng đã tiến hóa từ các động vật có vú sống trên cạn. Tổ tiên có thể nhất của cá voi trong một thời gian dài được coi là mesonychid — các động vật ăn thịt to lớn sinh sống vào đại Tân sinh (thế Paleocen và thế Eocen), với các móng guốc thay cho vuốt trên chân của chúng. Các răng hàm của chúng đã thích nghi với khẩu phần ăn là thịt, tương tự như răng của cá voi có răng hiện đại và không giống như các động vật có vú khác, các răng này có kết cấu đồng nhất.
Mối quan hệ nghi vấn này được thể hiện trong hình sau:
|      | Artiodactyla                                             |
|      |                                                          |
| Cete | \| \| Mesonychia † \| \| \| \| \| \| Cetacea \| \| \| \| |
|      | \| \| Mesonychia † \| \| \| \| \| \| Cetacea \| \| \| \| |
|      | Mesonychia †                                             |
|      |                                                          |
|      | Cetacea                                                  |
|      |                                                          |

|  | Mesonychia † |
|  |              |
|  | Cetacea      |
|  |              |

Các phát hiện phân tử và các chỉ dấu hình thái gợi ý rằng Artiodactyla là cận ngành đối với Cetacea và cùng nhau chúng hợp thành đơn vị phân loại đơn ngành là Cetartiodactyla. Người ta phân chia Cetartiodactyla thành 5 đơn vị phân loại nhỏ hơn là lạc đà (Tylopoda), lợn và lợn cỏ pêcari (Suina), động vật nhai lại (Ruminantia), hà mã (Ancodonta) và cá voi (Cetacea).
Ý tưởng cho rằng động vật nhai lại có quan hệ họ hàng gần với cá voi và hà mã hơn là với các động vật guốc chẵn khác mới chỉ được nghiên cứu trong sinh học phân tử, nhưng chưa được nghiên cứu về mặt hình thái, và vì thế có thể là mâu thuẫn.
Các dòng dõi có thể có trong phạm vi Cetartiodactyla được thể hiện trong biểu đồ sau:

|  | Tragulidae (cheo cheo)       |
|  |                              |
|  | Pecora (hươu, nai, trâu, bò) |
|  |                              |

|  | Hippopotamidae (hà mã) |
|  |                        |
|  | Cetacea (cá voi)       |
|  |                        |

|  | Tragulidae (cheo cheo)       |
|  |                              |
|  | Pecora (hươu, nai, trâu, bò) |
|  |                              |

|  | Hippopotamidae (hà mã) |
|  |                        |
|  | Cetacea (cá voi)       |
|  |                        |

|  | Tragulidae (cheo cheo)       |
|  |                              |
|  | Pecora (hươu, nai, trâu, bò) |
|  |                              |

|  | Hippopotamidae (hà mã) |
|  |                        |
|  | Cetacea (cá voi)       |
|  |                        |

|  | Tragulidae (cheo cheo)       |
|  |                              |
|  | Pecora (hươu, nai, trâu, bò) |
|  |                              |

|  | Hippopotamidae (hà mã) |
|  |                        |
|  | Cetacea (cá voi)       |
|  |                        |

|  | Tragulidae (cheo cheo)       |
|  |                              |
|  | Pecora (hươu, nai, trâu, bò) |
|  |                              |

|  | Hippopotamidae (hà mã) |
|  |                        |
|  | Cetacea (cá voi)       |
|  |                        |

|  | Tragulidae (cheo cheo)       |
|  |                              |
|  | Pecora (hươu, nai, trâu, bò) |
|  |                              |

|  | Hippopotamidae (hà mã) |
|  |                        |
|  | Cetacea (cá voi)       |
|  |                        |

|  | Tragulidae (cheo cheo)       |
|  |                              |
|  | Pecora (hươu, nai, trâu, bò) |
|  |                              |

|  | Hippopotamidae (hà mã) |
|  |                        |
|  | Cetacea (cá voi)       |
|  |                        |

|  | Tragulidae (cheo cheo)       |
|  |                              |
|  | Pecora (hươu, nai, trâu, bò) |
|  |                              |

|  | Hippopotamidae (hà mã) |
|  |                        |
|  | Cetacea (cá voi)       |
|  |                        |